# Montenegró
Montenegró (montenegróiul Crna Gora / Црна Гора) független állam Dél-Európában, a Balkán-félszigeten. Délnyugaton az Adriai-tenger, nyugaton Horvátország, északnyugaton Bosznia-Hercegovina, északkeleten Szerbia, keleten Koszovó, délkeleten pedig Albánia határolja.
Az első világháború után Jugoszlávia része lett. Jugoszlávia felbomlása után, 2003-ban Szerbia és Montenegró kikiáltották a föderációt. A 2006 májusában megtartott függetlenségi népszavazást követően az év nyarán kimondta a függetlenségét, és a konföderáció feloszlott.
2010 vége óta az Európai Unió hivatalos tagjelöltje, valamint 2017 nyarától a NATO huszonkilencedik tagállama.
Területét és lakosságát tekintve a legkisebb a szláv államok között. Fizetőeszközként az eurót használja, de nem része az eurózónának.

## Etimológia
A Crna Gora elnevezés fekete hegyet jelent, vagyis a fekete hegyek országa. A legtöbb nem szláv európai nyelvben olasz közvetítéssel ennek a névnek újlatin fordítása, a Montenegró honosodott meg (monte=hegy, negro=fekete). Ugyanezt jelenti az ország török neve: Kara Dağ. Ugyanakkor a gora szó a délszláv nyelvekben erdőt is jelenthet, ezért egyes vélemények szerint helyes lehet a nevet fekete erdőnek is értelmezni.
A Montenegró nevet hivatalosan 1296-ban említették először, István Milutin szerb király oklevelében. Az olasz források 1348-ban említették először eredeti formájában, Cerna Gora néven.

## Földrajz
Néhány általános földrajzi adat:
- A határok hossza: 625 km

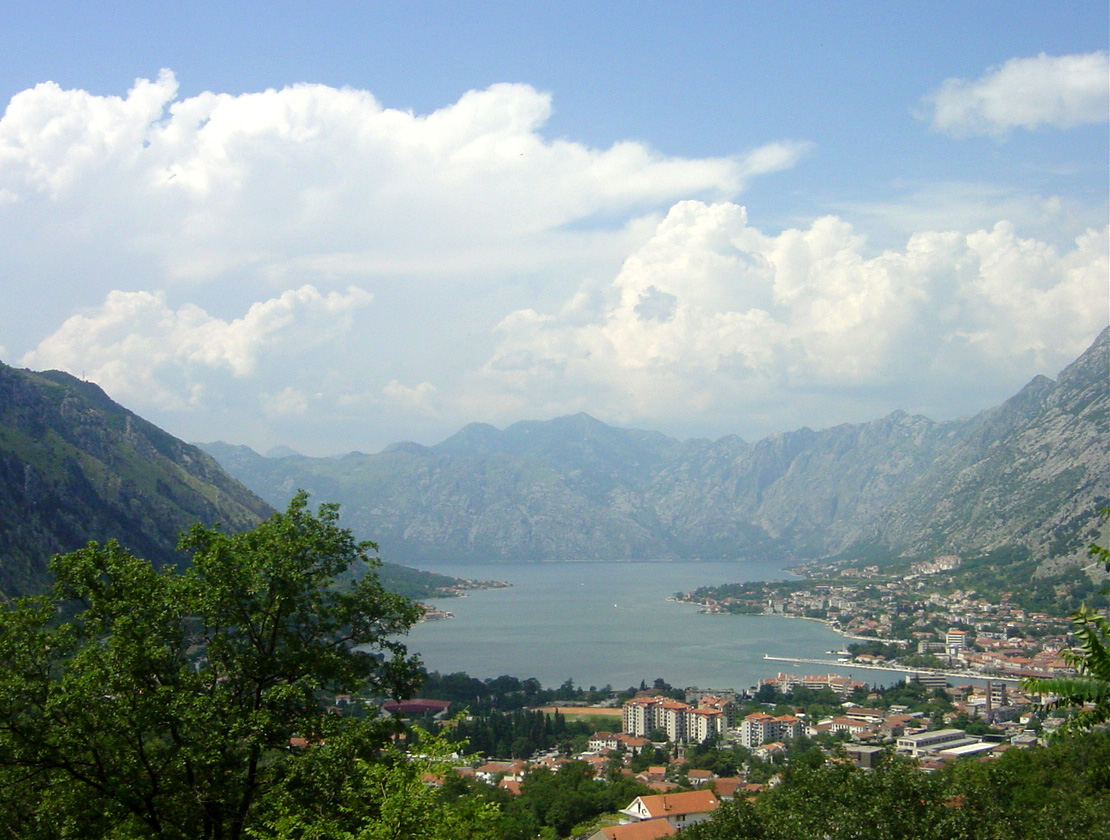
A Kotori-öböl

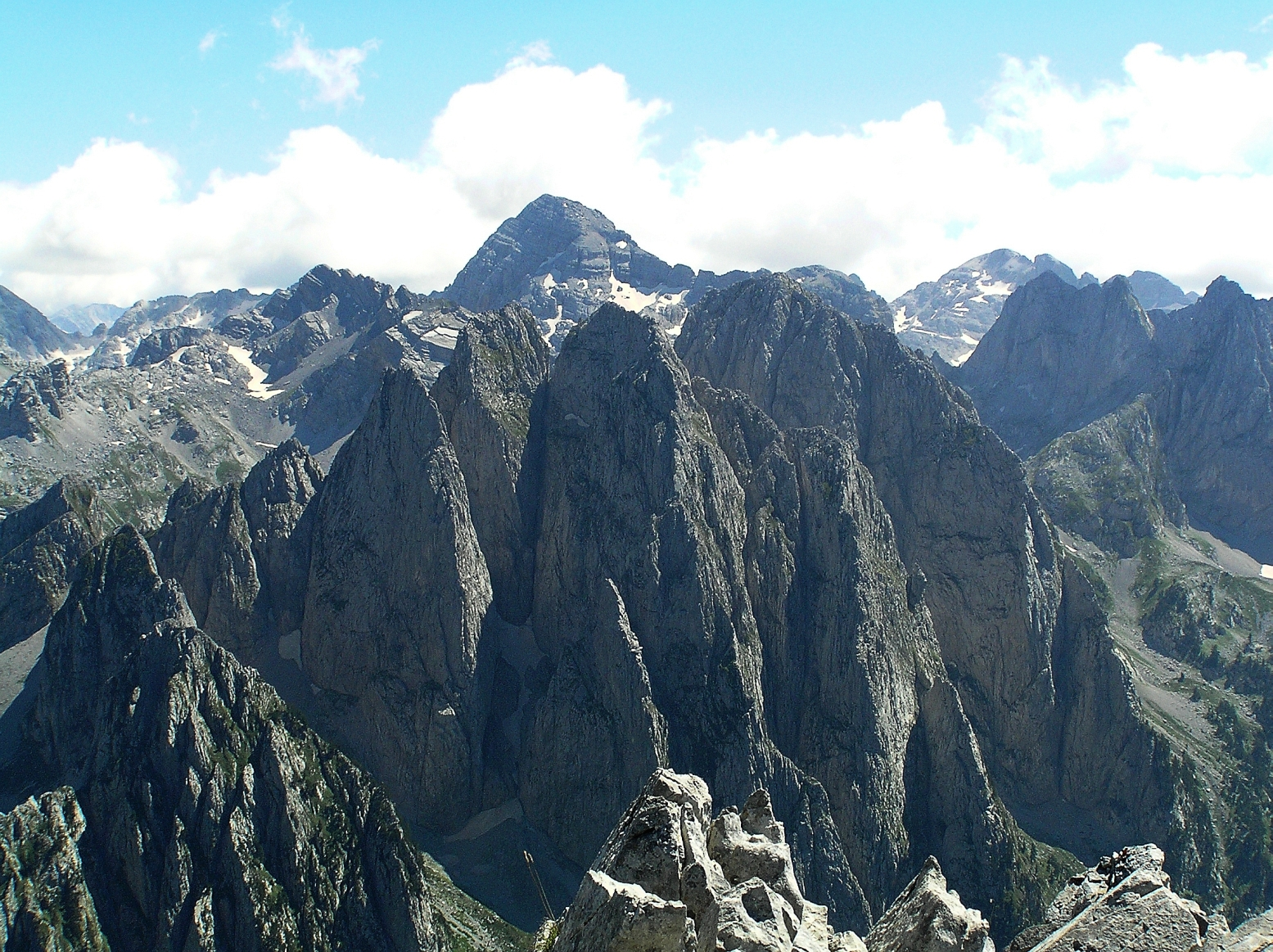
Hegycsúcsok

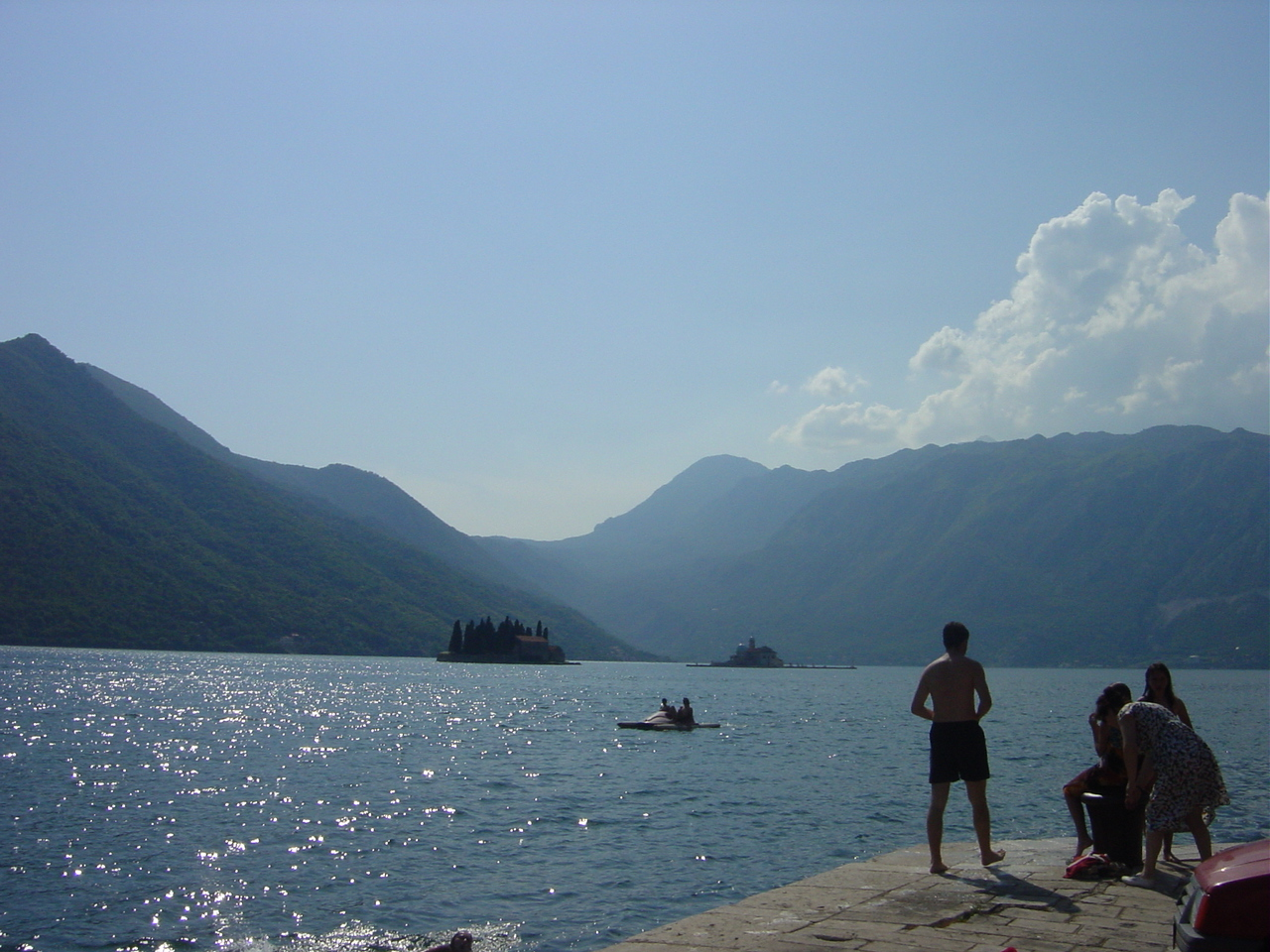
Perast szigetei a Kotori-öbölben

  - Bosznia-Hercegovina felé: 225 km,
  - Albánia felé: 172 km,
  - Szerbia felé: 124 km,
  - Koszovó felé: 79 km,
  - Horvátország felé: 25 km.
- Tengerpart hossza: 293,5 km,
  - a strandok hossza: 73 km,
  - a leghosszabb strand: az ulcinji Nagy strand 13 km,
  - a legmagasabb hegycsúcs: Zla Kolata, Prokletije 2534 m,
  - a legnagyobb tó: a Shkodrai-tó – 391 négyzetkilométer (a legnagyobb a Balkánon),
  - a legmélyebb kanyon: a Tara-folyó 1300 m (a legmélyebb Európában),
  - a legnagyobb öböl: Kotori-öböl

### Domborzat
Montenegró európai viszonylatban viszonylag ritkán lakott hegyvidéki terület a Dinári-hegységben. Meredeken leereszkedő hegyek kísérik öblökkel tagolt partját az Adria mentén. Legnagyobb öble a Kotori-öböl (régi nevén Cattarói-öböl).
A montenegrói part az Adriai-tenger délkeleti részén helyezkedik el, Horvátország és Albánia között. 260,2 km hosszú, melyből a szárazföldi part hossza 249,1 km, a szigetek partvonalának hossza: 11,1 km. A tenger gyorsan mélyül, az Adria legmélyebb pontja Montenegró partjai előtt található, 1280 m.
A parttal szinte párhuzamosan a Dinári-hegység magas vonulatai követik egymást észak–déli irányt követve sorrendben: a Njegoš, a Golija, a Durmitor, a Ljubisilja és a Javorje, ettől délre az Orjen, a Lovćen, a Maganik, a Sinjajevina, majd a Komovi-hegység és a Prokletije, valamint a Rumija. Az északi vonulatok egyúttal a Dinári-hegység és egész Montenegró legmagasabb csúcsai. Legmagasabb pontja a Prokletije hegységben, Plav község területén levő 2534 méteres Zla Kolata csúcs. Központi masszívuma a Durmitor, legmagasabb pontja a 2523 m magas Bobotov Kuk csúcs.
Síkvidék igen kevés akad az országban, mindössze a Shkodrai-tótól északra, illetve a Nikšići-mezőségen található nagyobb összefüggő sík terület.

### Vízrajz
A Shkodrai-tó (Skadarsko jezero) a Balkán-félsziget legnagyobb tava Albánia és Montenegró határvidékén, melyet főként a Morača-folyó, valamint a tófenéken fakadó sok karsztforrás táplál. Montenegró fő folyói a Lim, a Tara és a Piva. Az utóbbin víztározó épült. A Tara és a Piva összefolyásából keletkezik – Montenegró és Bosznia-Hercegovina határán – a Drina. A Zeta, Bojana és a Morača folyók nagy szerepet játszanak a mezőgazdaságban és halászatban.

### Éghajlat
Éghajlati zónák:
- Mediterrán éghajlat

Egy keskeny csíkon az Adriai-tenger partján Herceg Novitól a Bojana folyóig van a mediterrán zóna. Nyáron a középhőmérséklet júliusban 25,4 °C-27,6 °C körül alakul. A nyarak rövidek, de szárazak, a tél rövid és enyhe. A napos órák száma 2500, extrém adatai Ulcinjnak vannak, mintegy 2700 napos óra évente. A tengervíz is felmelegszik 26-27 °C-ra. Júliusban átlagosan naponta 11 órát süt a nap. A víz hőmérséklete már májustól kedvező és az marad augusztus közepéig.
- Kontinentális éghajlat

Montenegró középső részén a hőmérséklet júliusban 26,4 °C Podgorica, 25,4 °C (Danilovgrad). Az abszolút maximum 40 °C. A Bojana folyó völgyéből, a Shkodrai-tavon és a Morača-folyón keresztül érkezik a forró levegő Podgoricába, ezért a volt Jugoszlávia legmelegebb városa. A januári középhőmérséklet 5 °C körül van, a legkevesebb –10 °C. Hirtelen időjárás-változásra is számítani kell. Hőmérsékleti szélsőségek is jellemzik a középső területeket.
- Hegyvidéki éghajlat

A nagy hegyek vonulata kezdődik a Piva-folyónál(en). A hegyek átlagos magassága 1700 méter. A csúcsok pedig elérik a 2000 métert. A hegyekben a szubalpesi klíma uralkodik, hideg havas telekkel, hűvösebb nyarakkal. Az időjárás hirtelen változik meg. Télen nem ritka a –20 – –30 °C-os hőmérséklet sem. 
Míg a tengerparton és a Shkodrai-övezetben ritkán esik hó, addig a Durmitorban elérheti az 5 métert is. Az alacsony kipárolgás miatt a hó megmarad májusig, van, ahol egész évben.

### Élővilág, természetvédelem
Az ország két fő biogeográfiai régióra osztható: a mediterrán és a hegyvidéki.

#### Nemzeti parkjai
Öt nemzeti park található az országban. A Durmitor Nemzeti Parkban található Európa legmélyebb és a világ második legmélyebb kanyonja: a Tara szurdoka, melynek mélysége néhol eléri az 1300 m-t.

#### Természeti világörökségei
Az UNESCO felvette a természeti világörökségek listájára a Durmitor Nemzeti Parkot a Tara folyó szurdokával együtt.

## Történelem
A kora középkorban a mai Montenegró területén három fejedelemség helyezkedett el: Duklja, amely nagyjából megfelel a déli felének, Travunia nyugaton és Raška északon. A 14. és a 15. században a térséget Zetának nevezték. A Montenegró elnevezést a 15. század végétől használják. Miután oszmán fennhatóság alá került, Montenegró 1696-ban a Petrović-Njegoš-ház uralma alatt nyerte vissza függetlenségét. Montenegró függetlenségét a nagyhatalmak az 1878-as berlini kongresszuson ismerték el. 1910-ben az ország királysággá vált. Az első világháború után Jugoszlávia része lett. Jugoszlávia felbomlását követően Szerbia és Montenegró együttesen államszövetséget alkottak. A 2006 májusában tartott függetlenségi népszavazást követően Montenegró kinyilvánította függetlenségét és a konföderáció békésen feloszlott.

## Politika és közigazgatás
Montenegró parlamentáris köztársaság, amely 2007 őszén adta ki alkotmányát.

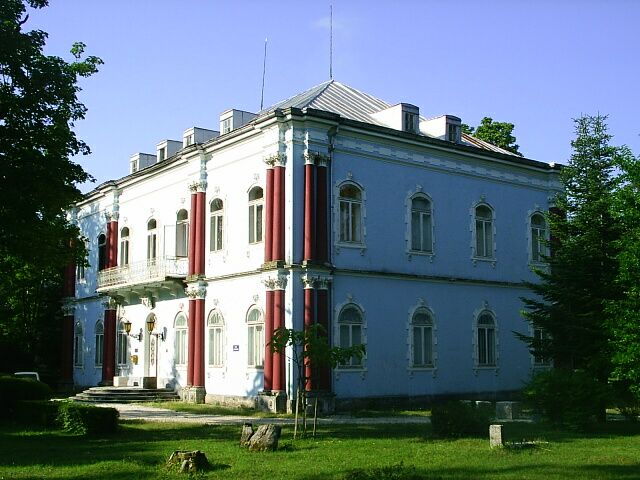
A köztársasági elnök rezidenciája

Montenegró elnöke az államfő, akit közvetlen választásokon öt évre választanak meg. Az elnök képviseli az országot külföldön, törvényeket hirdet ki, országgyűlési választásokat ír ki, miniszterelnök-jelölteket javasol.
A montenegrói parlament egykamarás törvényhozó testület. A 81 fős parlament – a Skupština – tagjait négy évre választják. Törvényeket hoz, szerződéseket ratifikál, kinevezi a miniszterelnököt, a minisztereket és a bíróságok elöljáróit stb.

### Jogállamiság
A Freedom House 2022-es jelentése az országot a »részben szabad« kategóriába sorolta. 2020 végén egy ellenzéki koalíció került hatalomra az augusztusban tartott választásokat követően, amely véget vetett a Szocialista Demokratikus Párt (DPS) három évtizedes uralmának. A DPS azonban fenntartja az ellenőrzést az igazságszolgáltatás felett. A korrupció a 2020-as években továbbra is probléma.

#### Korrupció
A 2010-es években az Európai Unió és más nemzetközi szervezetek alapján a kis országhoz képest aránytalanul nagy, az 1990-es évek óta az államapparátusban feltűnő korrupció van jelen. Bírálták a kormányt a montenegrói állampolgárság könnyű megadása miatt, az útlevelek kiadásának laza kezelését. Például Thakszin Csinavat volt thaiföldi miniszterelnök, akit a thaiföldi igazságügyi hatóságok elfogatóparancs alapján kerestek, montenegrói útlevéllel is rendelkezik.
2019 februárjában korrupcióellenes tiltakozások kezdődtek Đukanović és a Duško Marković miniszterelnök által vezetett kormány ellen. 2020 táján a magas szintű korrupció továbbra is az ország EU-s integrációjának egyik fő akadálya.

### Politikai pártok
A 2020-as választások után a legnagyobb pártok:
- Szocialista Demokratikus Párt (DPS – Demokratska partija socijalista)
- Montenegró Jövőjéért (ZBGC – Za budućnost Crne Gore))

Egyéb pártok:
- A Béke a Mi Nemzetünk (Mir je naša nacija), korábban Polgárok Blokkja (Građanski blok)
- Egyesült Reformmozgalom (Fekete-fehérben) (Otvorena građanska platforma "Crno na bijelo")
- Szociáldemokraták (SDCG)
- Bosnyák Párt (Бошњачка странка)

### Közigazgatási beosztás

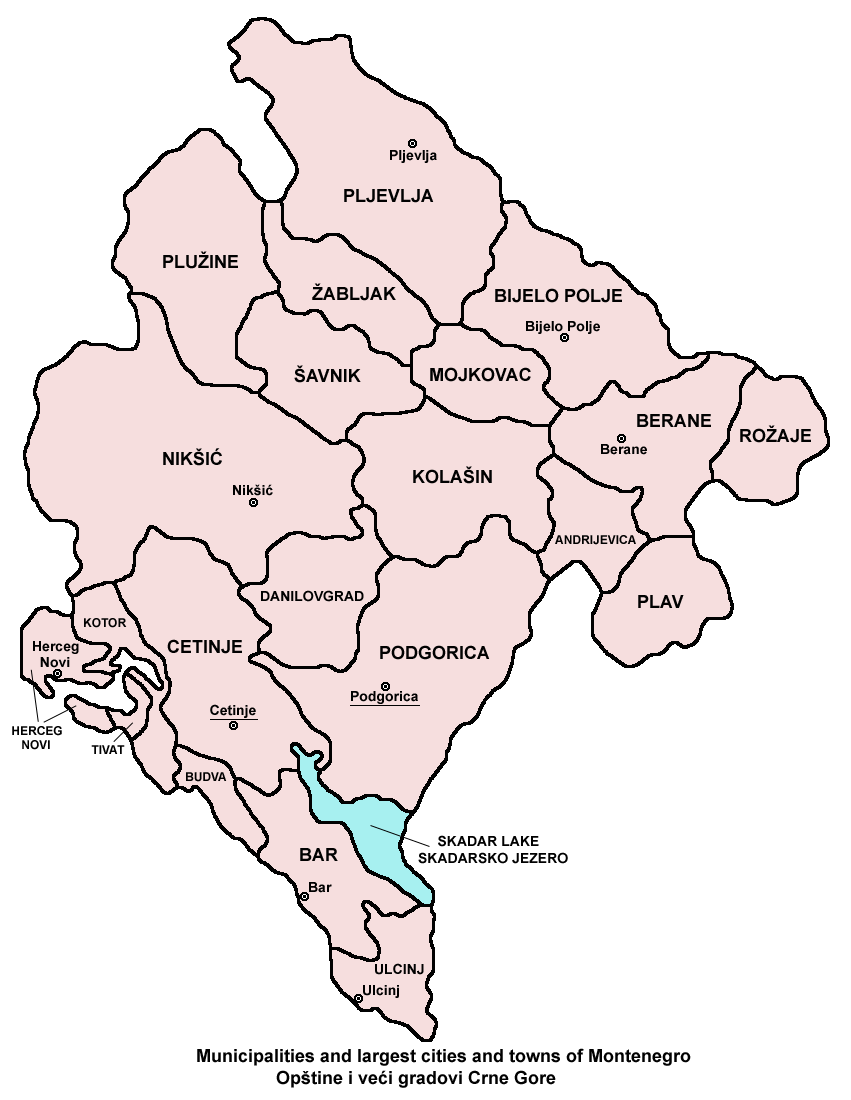
Montenegró községei

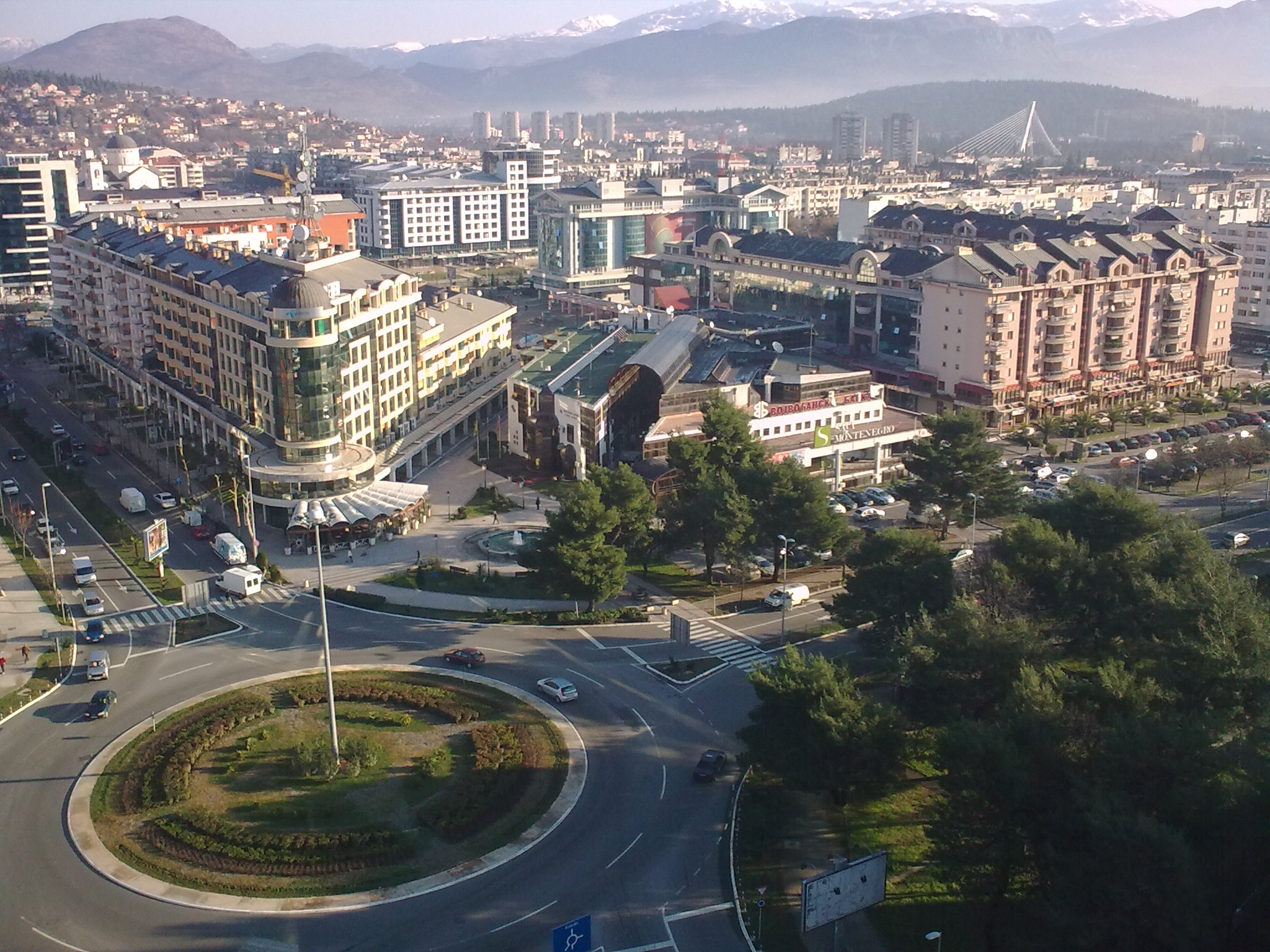
Podgorica

Montenegró 21 községre (opština) oszlik, ezek közül a fővárost és környékét magába foglaló Podgorica községen belül két részönkormányzattal rendelkező úgynevezett városi község (gradska opština) is működik:
| - Andrijevica - Bar - Berane - Bijelo Polje - Budva - Cetinje - Danilovgrad - Herceg Novi - Kolašin - Kotor - Mojkovac - Nikšić | - Plav - Plužine - Pljevlja - Podgorica - Golubovci - Tuzi - Rožaje - Šavnik - Tivat - Ulcinj - Žabljak |

### Szimbólumok
A helyi Parlament 2004. július 12-én fogadta el az új zászlót, nemzeti ünnepet és himnuszt, ami a korábbi államszövetségtől való függetlenedési folyamat újabb lépését jelentette.
Montenegró aktuális zászlaja hasonlít a monarchia idején használt zászlóra: a piros háttérrel és aranyozott szegéllyel rendelkező lobogó közepén I. Miklós király aranyozott címere található (de a király nevének kezdőbetűi nem szerepelnek rajta).

### Védelmi rendszer
Montenegró hadereje három haderőnemből, szárazföldi, haditengerészeti és légierőből áll, valamint kiegészítve egy különleges műveleti komponenssel. 2009-től a szervezet teljesen hadrafogható, a Védelmi Minisztérium alárendeltségébe tartozik, az ország szuverenitásáért felelős. Legfőbb külkapcsolati céljuk a NATO-ba való integrálódás a technikai és szervezeti modernizációval együtt. ENSZ és NATO műveletekbe is igyekszenek minél jobban bekapcsolódni. 2010 márciusától a magyar MH PRT-hez csatlakozott egy őrzés-védelmet ellátó montenegrói gyalogos szakasz, illetve egyéni feladatokat ellátó katonák is.
A hadsereg létszáma 2014 végén 1 850 fő volt, ebből 245 fő tiszt, 786 fő altiszt, 581 legénységi állományú katona és 238 polgári alkalmazott. A hadsereg állományának átlagéletkora 39 év, ebből a polgári alkalmazottaké 50, a legénységi állományúaké 31 év.
2015. december 2-án a NATO külügyminiszterei meghívták Montenegrót, hogy csatlakozzon az észak-atlanti szervezetbe. 2017. június 5-étől a NATO huszonkilencedik tagállama.

### Legnépesebb települések

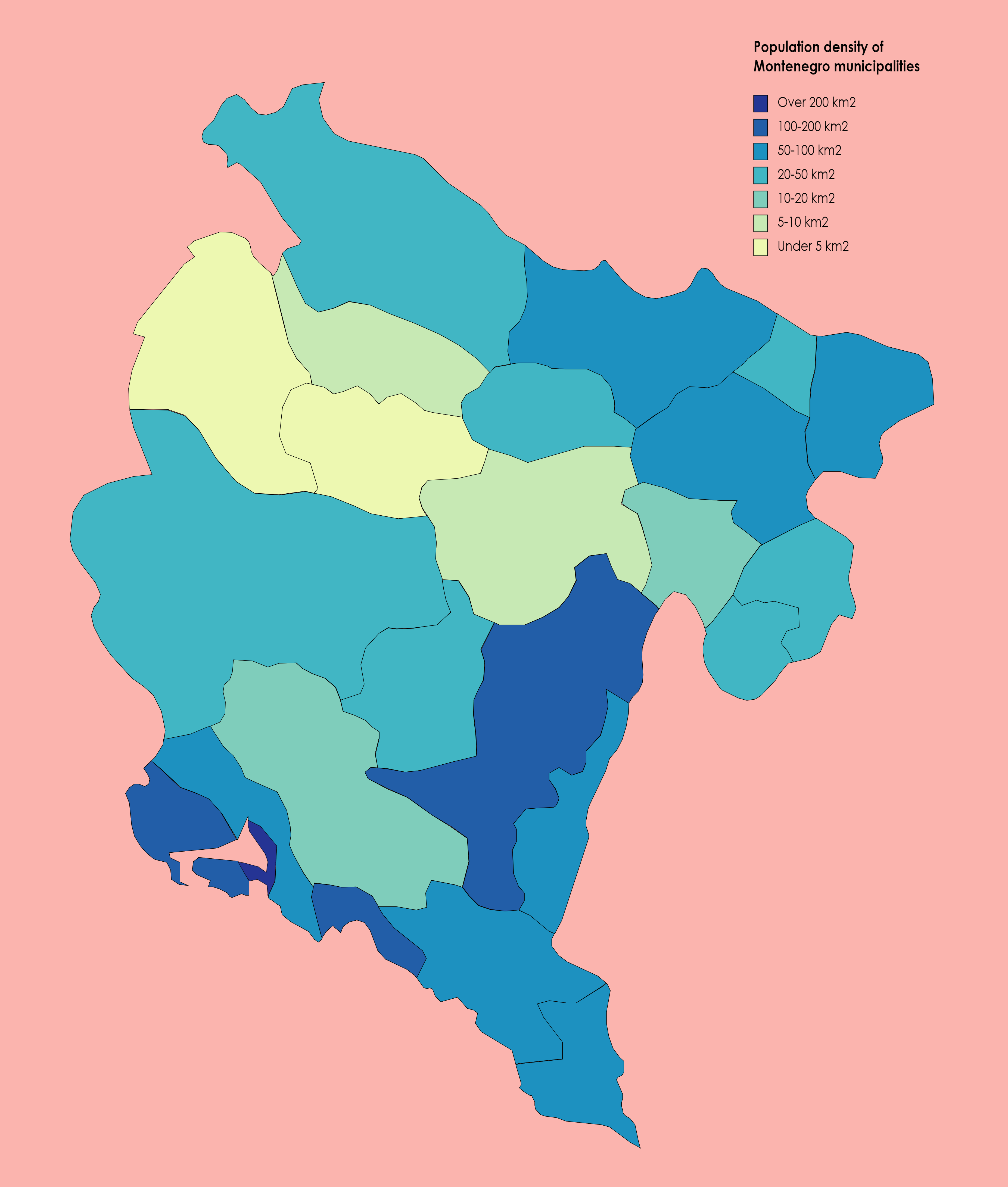
Montenegró népsűrűsége 2019-ben

## Demográfia

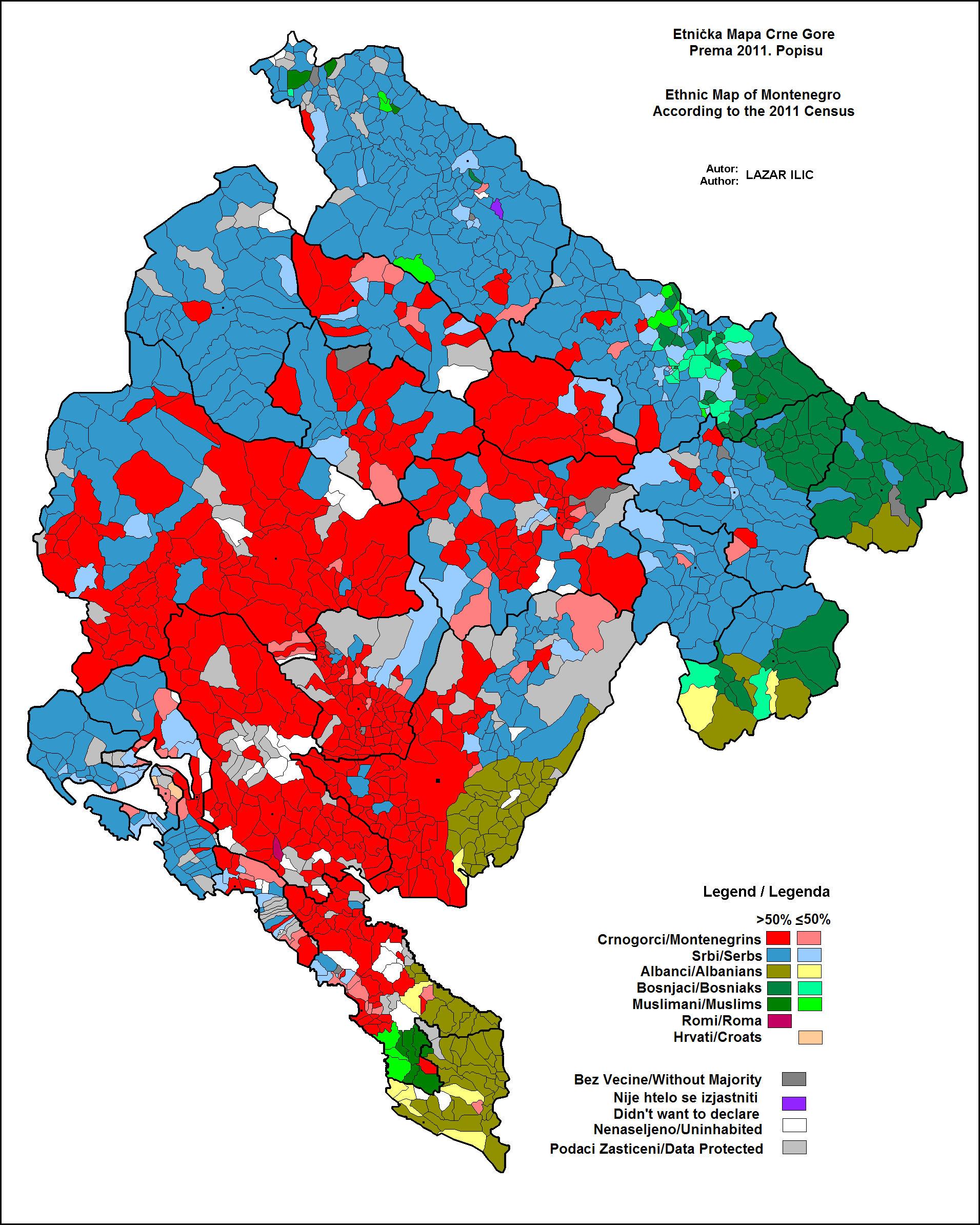
Montenegró etnikai térképe a 2003-as adatok szerint

### Népességváltozás
| Lakosok száma | 612 267 | 614 261 | 615 875 | 618 294 | 620 029 | 621 810 | 622 303 | 622 359 | 621 306 | 617 213 |
|               | 2003    | 2005    | 2007    | 2009    | 2011    | 2014    | 2016    | 2018    | 2020    | 2022    |

### Etnikai megoszlás

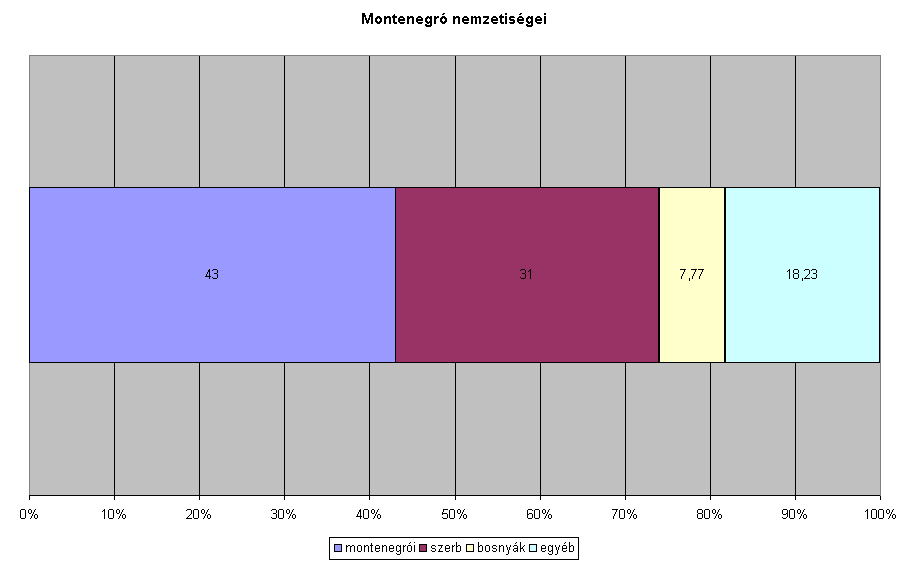
Montenegró nemzetiségei, 2003-ban

A 2011-es hivatalos népszámlálási adatok szerint Montenegró legnagyobb számú nemzetisége a montenegrói: 278 865 fő, az ország lakosságának mintegy 45%-a. Ezenkívül jelentős a szerb (178 110 fő, 30%), a bosnyák (53 605 fő, 8,65%), az albán (30 439 fő, 4,91%) kisebbség. A horvátok 1%-ot tesznek ki, további 1,1% roma.
A romák némelyike egyiptominak vallja magát, mivel az ország elmaradott részein sokan még mindig hisznek abban a középkori elképzelésben, hogy a cigányság Egyiptomból ered.

### Nyelvi megoszlás
A lakosság 42,88%-a a szerb, 36,97%-a a montenegrói, 5,27%-a az albán és 5,33%-a a bosnyák nyelvet tartja anyanyelvének.[mikor?] Az ország nemzeti nyelvének ugyan a montenegróit nevezi meg alkotmányában, de számos magát montenegrói nemzetiségűnek valló személy szerbnek tekinti az anyanyelvét. Ráadásul a montenegróit elég kérdéses ténylegesen külön nyelvnek venni, hisz kevés különbség van közte és a szerb között.

### Vallási megoszlás
A 2011-es népszámlálás alapján:
- ortodox 72%
- muszlim 19%
- katolikus 3,4%
- ateista, agnosztikus 1,3%
- az elenyésző maradék egyéb.

## Gazdaság
A mezőgazdaság uralta a gazdaságát a 20. század közepéig, de ma már gazdasága többnyire szolgáltatásalapú. Az Eurostat adatai szerint az egy főre jutó montenegrói GDP 2018-ban az EU-átlag kevesebb mint felét, 48%-át tette ki. Az ország nem része az eurózónának, de 2002 óta hivatalos pénznemként egyoldalúan az eurót használja.
A munkanélküliség a 2010-es évek végén magas.

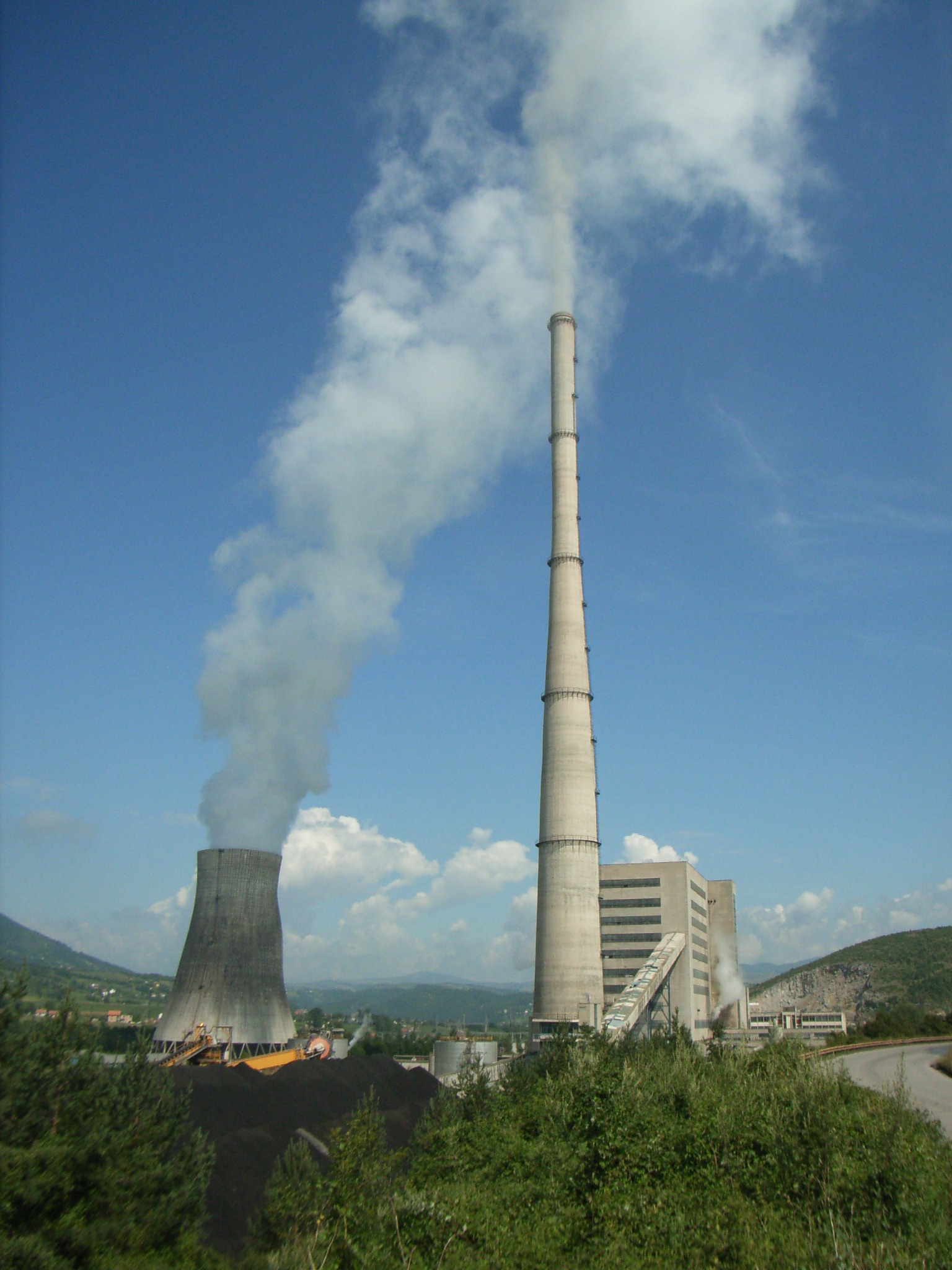
Pljevlja hőerőműve

### Mezőgazdaság, erdőgazdálkodás
A területének kevesebb mint egytizedét művelik, és ennek körülbelül kétötödén gabona terem. A felvidéken a fő mezőgazdasági tevékenység a juhászat.
Főbb termények : búza, árpa, burgonya, szőlő, zöldségek, paradicsom, görögdinnye, alma, citrusfélék, olajbogyó, szőlő (borászat).
Mivel Montenegró több mint kétötödét erdők borítják, az erdőgazdálkodás gazdasági szempontból fontos.

### Ipar
Főbb iparágak : acél- és alumíniumgyártás, mezőgazdasági feldolgozás, fogyasztási cikkek gyártása.
A legfontosabb ásványkincs a bauxit. Főleg Nikšić közelében termelik ki. Továbbá ásványkincsek a vasérc és a lignit.
2020 táján a nikšići acélmű az ország legnagyobb ipari létesítménye.
Podgoricában a mezőgazdasági terményeket, köztük a dohányt dolgozzák fel, míg Cetinjében hűtőszekrényeket gyártanak.

### Idegenforgalom
Montenegró 240 kilométeres tengerpartja régóta turisztikai célpont. Vonzó tájak, festői régi kőházak és strandok vonzzák a hazai és külföldi turistákat. A 2010-es évek végén Montenegró GDP-jének több mint 20%-át adja, és évente háromszor annyi látogatót vonz, mint az ország teljes lakossága.

### Egyéb ágazatok
A tenger miatt van még halászat, de a kereskedelmi halászat elenyésző.
Jelentős a feketegazdaság szerepe, sokan élnek (főleg cigaretta- és ember-) csempészésből. Ezeket a tevékenységeket részben az albán és az olasz maffia irányítja.

### Külkereskedelem
Fő áruk:
- Export: alumínium, élelmiszer, cink, bor[39]
- Import: élelmiszer, gépek és berendezések, fogyasztási cikkek[39]

Fő partnerek (2019) :
- Export:  Szerbia 17%,  Magyarország 15%,  Kína 11%,  Oroszország 7%,  Bosznia-Hercegovina 6%,  Németország 6%,  Olaszország 5%,  Lengyelország 5%
- Import:  Szerbia 30%,  Bosznia-Hercegovina 8%,  Horvátország 8%,  Olaszország 6%,  Görögország 6%,  Németország 5%

## Turizmus
A háború előtti Jugoszlávia királyainak nyári palotája volt Miločer közelében, és a háború utáni rezsim Sveti Stefan ősi halászfaluját luxusüdülőhellyé változtatták. Ulcinj – amelynek építészetére görögök, bizánciak, velenceiek és ázsiaiak voltak hatással – szintén fontos turisztikai célpont.
Kiemelkedő szépségű tengerparti üdülőhelyei: Budva, Sveti Stefan, Herceg Novi és a Kotori-öböl, Tivat, Ulcinj. Történelmi és kulturális fővárosa Cetinje.

## Közlekedés

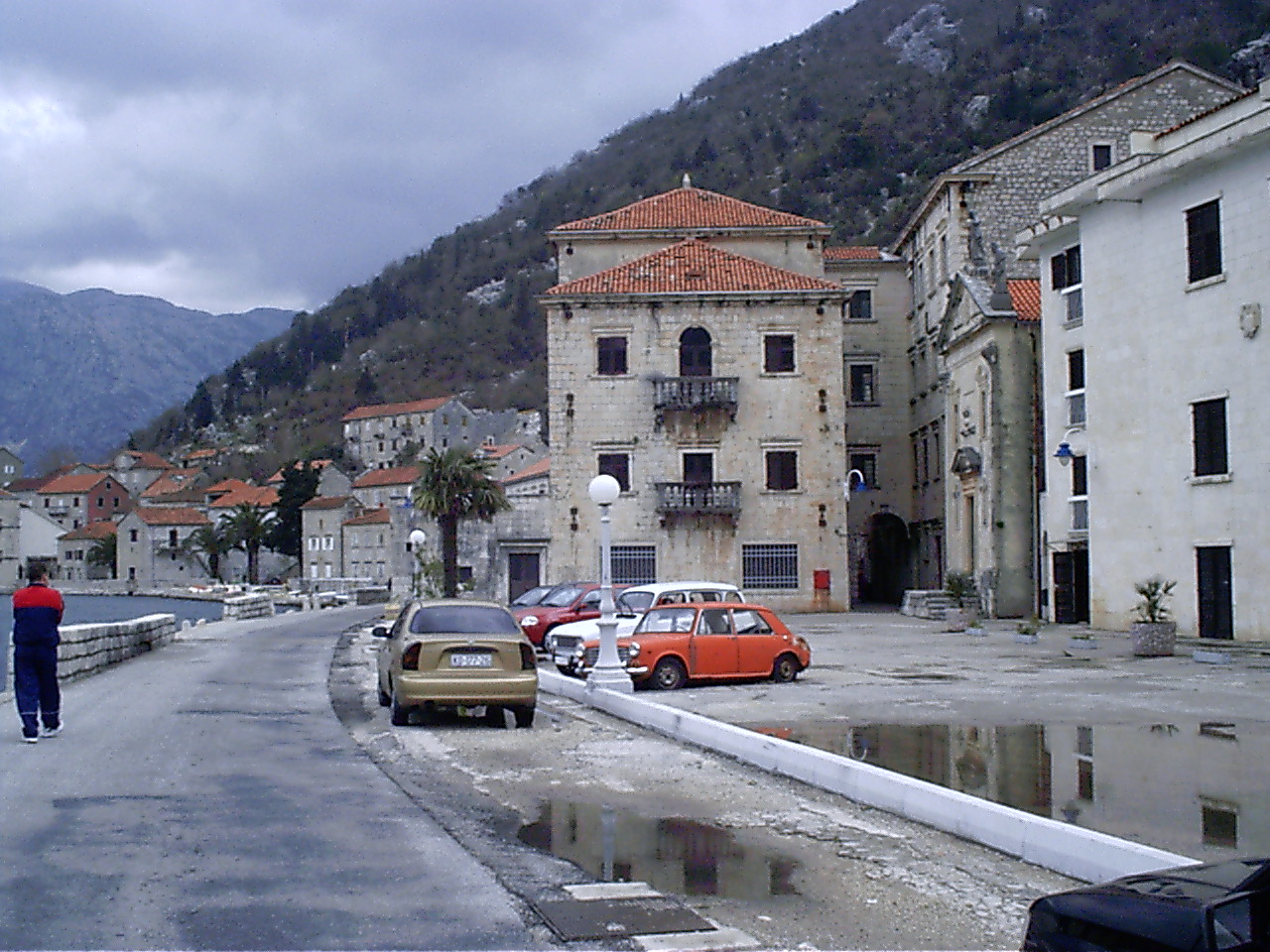
Perast

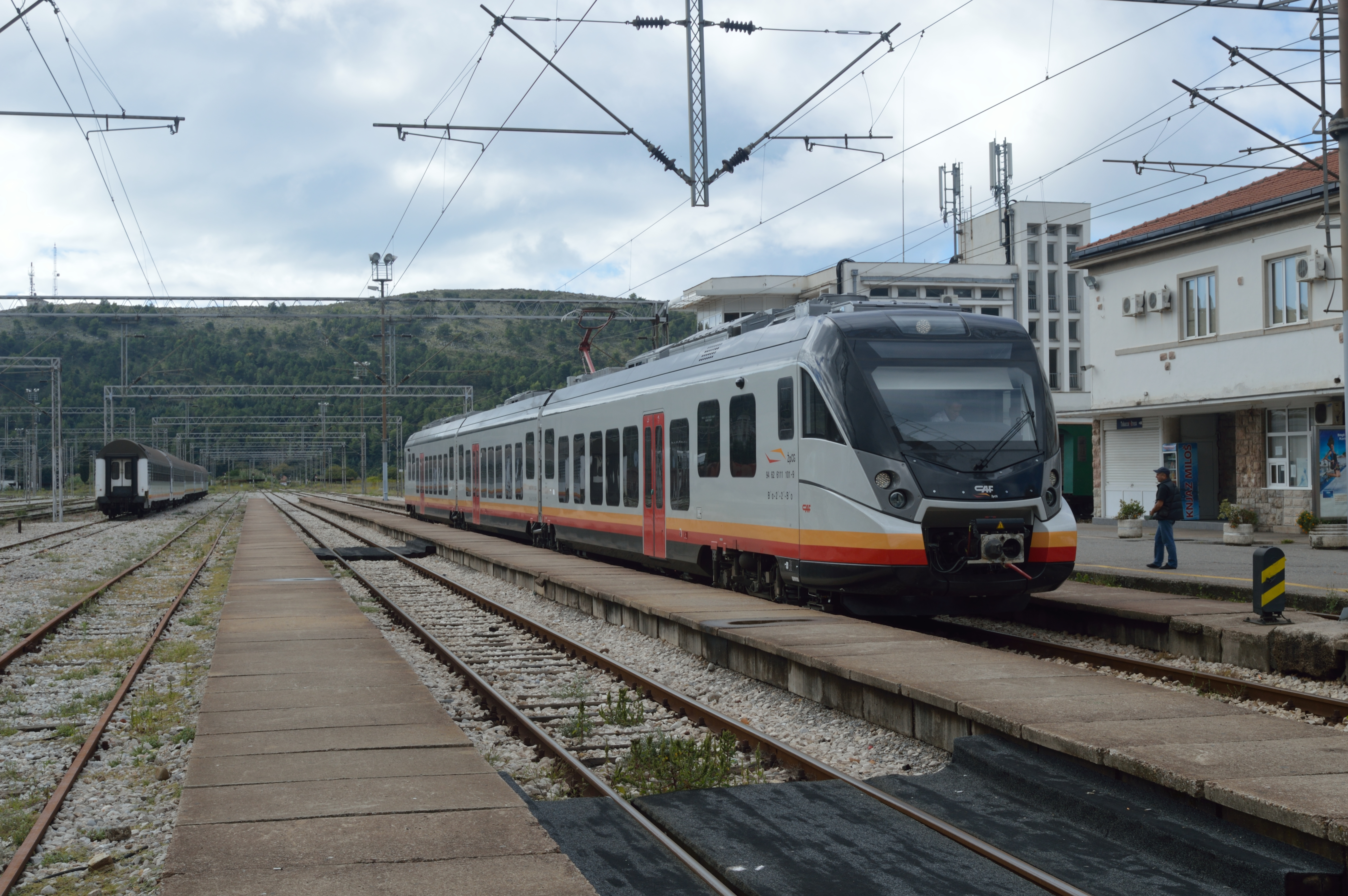

#### Közúti forgalom
A két legnagyobb útvonal Montenegró az Adriai főútvonal Herceg Novitól Ulcinjig, és a másik főútvonal pedig Petrovac-Podgorica-Kolašin-Bijelo Polje-Szerbia határa (összeköti a köztársaság északi és déli részét). A nyári hónapokban forgalmas a Šćepan Polje-Nikšić-Podgorica útvonal, valamint a Herceg Novi-Trebinje útvonal is, amely Montenegrót összeköti Bosznia-Hercegovniával. Jelentős a Budva-Cetinje-Podgorica útvonal is, mert a déli részt összeköti a székvárossal és a fővárossal.

#### Légi közlekedés
Montenegróban két nemzetközi repülőtér van, a podgoricai és a tivati.
A Golubovci-Podgorica repülőtér Podgorica központjától 12 km fekszik, Budvától 62 km, Bartól 65 km, Kolašintól 80 km és Žabljaktól 170 km.
A Tivat repülőtér Tivat központjától 4 km-re van, Budvától 20 km, Herceg Novitól 20 km, Bartól 58 km, Ulcinjtól 73 km és Podgoricától 80 km.
Információk: 082 671 337, 671 894
Montenegró nemzeti légitársasága a Montenegro Airlines, mely menetrendszerinti járatokat üzemeltet mind Podgorica, mind Tivat légikikötőjéből többségében Nyugat-Európa és a Balkán főbb városaiba.

#### Vízi közlekedés
Az utas- és teherszállító komphajók rendszeresen közlekednek a következő vonalakon: Bar-Bari, Bar-Ancona-Bar. A Lepetani – Kamenari hazai vonalon utasszállító komphajó közlekedik (nyári idényben a komphajó non-stop közlekedik).
Bar a fő tengeri kikötője. További kikötők: Budva, Kotor és Zelenika.

#### Vasúti közlekedés
A fő vasútvonal Montenegróban a Bar-Podgorica-Belgrád vonal. Van még két elágazás: Podgorica-Nikšić és Podgorica-Skadar (Albánia).

## Telekommunikáció
| Hívójel prefix | 4O |
| ITU zóna       | 28 |
| CQ zóna        | 15 |

## Kultúra
Montenegró egy kis ország a Balkánon, a természeti és a társadalmi kontrasztok mindig vonzották az ide látogató turistákat. Az országot különböző irányból érkező hatások érték, sokfajta hódító nép érkezett, felépítették a kultúrájukat és továbbálltak, itt hagyták az utókornak öröküket. Montenegróban különleges egységet képez a civilizációk találkozása a legrégebbi idők óta. A két világ találkozásának határa Kelet és Nyugat, az országban megtalálható mindkét világ kultúrájának nyomai, Velence, az iszlám, valamint Ausztria hatása. A legnagyobb hatás mégis a szlovén kultúrának köszönhető, a Vojisavljević, Nemajić, Balšić, Crnojević és a Petrović dinasztiáknak.

### Művészetek

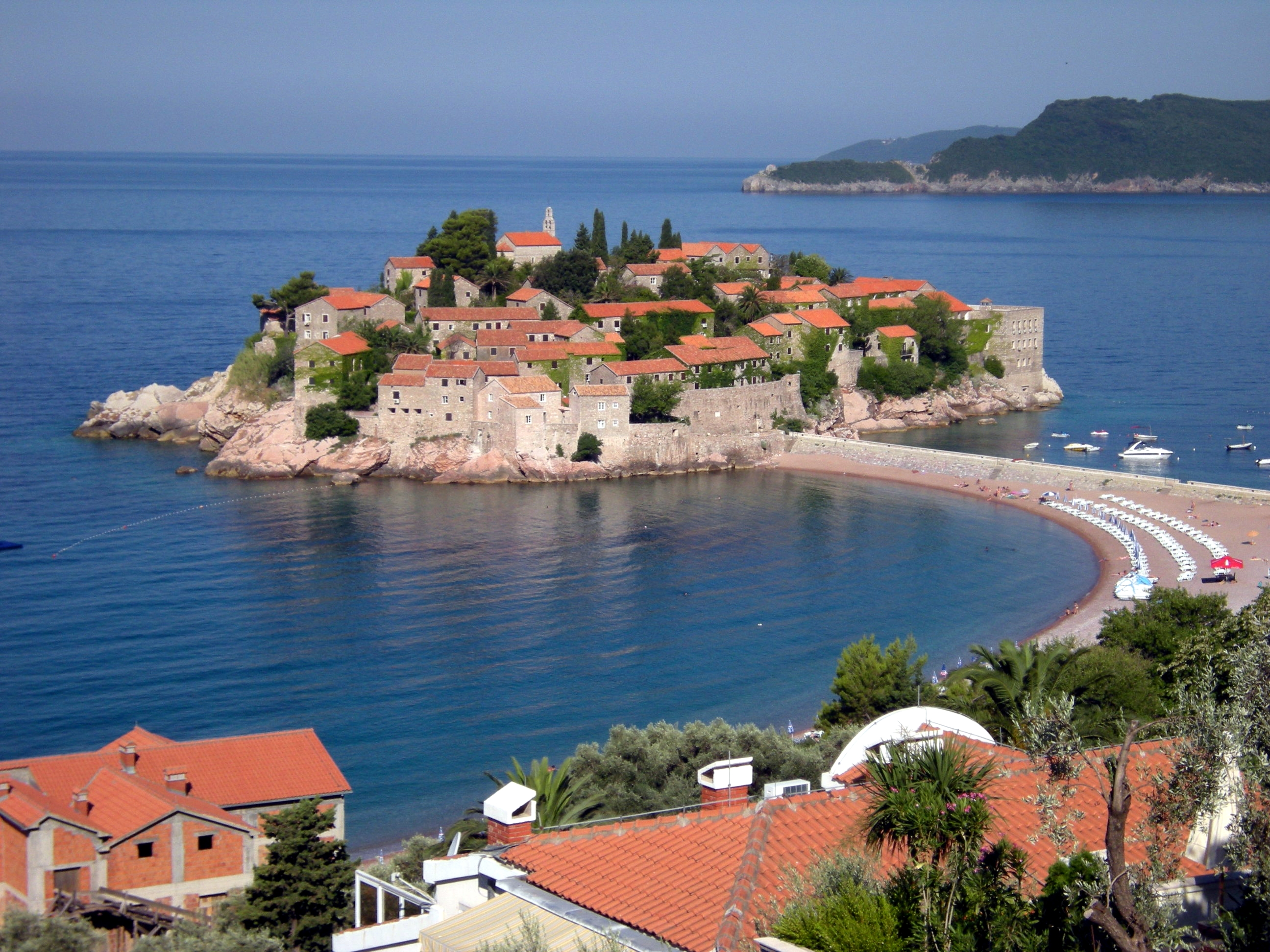
Sveti Stefan

A monostorok a kultúra és a művészetek központjává váltak. A 15. században, Amerika felfedezésének idejében Montenegróban a könyvnyomtatás is megjelent. Egyházi könyveket nyomtattak, többnyire reneszánsz dekorációval. A montenegrói tengerparton a 18. századig a gótika és a reneszánsz művészet uralkodott, de a barokk is megjelent az építészetben. Egyik kitűnő képviselője ennek a művészeti ágnak Tripun Koklji (1661–1713).
A népi művészet Montenegróban a nemzeti tudat születésével jött létre a 19. században, a romantika korában. Ebben az időben nagyon sok fiatal indult világot látni, hogy mesterséget tanuljon. Külföldön tanult Petar Lubarda és Dado Đurić, Danilo Kiš. Mivel Montenegró nagyon sok vért áldozott a szabadságáért, ezért a népre nagyon nagy – szinte mágikus – hatással van a költészet. A múltban és a jelenben is minden montenegróinak sokat jelent Petar II. Petrović Njegoš (1813–1851) költő és egyházi vezető műve, melyben a szabadság és hazaszeretet jelenik meg.
Irodalom
II. Péter Petrović-Njegoš (Петар II Петровић-Његош) herceget Montenegró legnagyobb költőjeként emlegetik. Egy mauzóleuma is van a Lovćen-hegyen.

### Szokások, illemtan
A bemutatkozás Montenegróban is hagyományosan köszöntéssel és kézfogással történik. Nők és férfiak, illetve nők között ehhez még apróbb puszi is hozzátartozhat.
A pontosságnak és az időnek csak az olyan hivatalos helyeken van jelentősége, mint a bíróságok.
A beszélgetések alkalmával kerüljük pl. a születésszabályozás témáját. A vallásos és konzervatív montenegróiak ezt beavatkozásnak tekintik Isten dolgába.
A személyes térnek nincs nagy jelentősége, ugyanis az ölelés és a váll megérintése fontos gesztus. Az ölelkezésnek azonos neműeknél van nagyobb szerepe, az ellenkező neműek esetében (hacsak nem rokon) a montenegróiak rosszalják az ilyet.
A nőknek kimagasló szerepe van közműveknél és nagyvállalatoknál, egyéb szakmákban a férfiak dominálnak. Montenegróban általában kevesebb tiszteletet tanúsítanak a nőkkel szemben, pl. nem engedik őket előre és nem tartják nyitva nekik az ajtót, ahol áthaladnak.
A montenegróiak többnyire nem törődnek azzal, ha fiatalkorúak isznak, dohányoznak vagy részegek. Törvényileg is elfogadott a 14 éves kortól folytatott nemi élet. Az országban igen elterjedt a dohányzás, ezért különösen nyilvános helyeken erősen ki vannak téve a nem dohányosok a dohányosok füstjének.
A vallás meghatározza a montenegróiak identitását, az ezt érintő kérdések igen érzékeny területnek számítanak. A montenegróiak többnyire büszkék hovatartozásukra (még a magukat szerb nemzetiségűnek vallók is).

### Gasztronómia
A montenegrói konyha az olívaolaj használatán alapszik, a legrégebbi olajfa több mint 2000 éves, Stari Barban található. A legminőségibb és legegészségesebb amit hideg sajtolással készítenek. A legfinomabb az extra virgin, első sajtolással készül. A kontinentális konyha megőrizte eredetiségét, a tengerparti pedig azonos a Földközi-tenger lakta népek specialitásaival.

#### Ételek
A különlegességhez tartozik a raštan, szárított kecskehúsos kelkáposzta, a "čevap", 3 féle darált húsból készült, roston sütik és lepényt kérhetünk hozzá. A "pljeskavica" hasonló, mint a "ćevap" csak a hús lapos, ezt is lepényben kérhetjük, tetszés szerinti salátaadaggal.
- Ražnjići: rablóhús.
- Vješalica: roston sült szűzpecsenye
- Džigerica sa roštilja: roston sült máj.
- A halételek közül népszerű a bordettó, halleves.
- Előételként fogyaszthatunk njeguši sonkát és kajmakot (sós, érlelt tejszín).
- Burek: a déli népek, a Balkán nemzeti ételének is nevezhetjük, nagyon finomat sütnek Horvátországban, Szerbiában, Bosznia-Hercegovinában és Montenegróban is. A burek tésztája rétestészta jellegű, melyet hajszálvékonyra nyújtanak és ez után rétegezve töltenek meg. Az eredeti töltelék sós túró vagy darált hús, de árulnak sonkás-sajtos, sajtos-gombás, pizzás, meggyes, almás változatot is. A túrós és húsos változathoz kérjünk joghurtot, így a legfinomabb.

## Sport
Új államként Montenegró nem tekint vissza gazdag sportmúltra, hacsak nem a Szerbia és Montenegró vagy a jugoszláv korszakot vizsgáljuk.

### Olimpia
Montenegrónak a pekingi olimpia volt az első olimpiája, mióta független lett.

### Labdarúgás
A montenegrói labdarúgás is 2006-ban kezdődött egy Magyarország ellen megnyert, 2-1-re végződő mérkőzéssel, amit Podgoricában rendeztek. A FIFA hivatalos ranglistáján 2006-ban még mint újonnan indulók az utolsó helyet foglalták el, de a szerb labdarúgó kultúrának is köszönhetően mára feljöttek a 40. helyre, és jelenleg vezetik a 2012-es Eb-selejtező csoportjukat. A csapat legmagasabban jegyzett játékosa a Juventus csatára, Mirko Vučinić. 

### Vízilabda
Montenegró inkább vízilabdában teljesíti a követelményeket. Egyik legnagyobb sikerét Málagában aratta 2008-ban, ahol a korábban 4 világbajnok játékost is felvonultató pólóscsapat a szerbeket verve nyerte meg a vízilabda Európa-bajnokságot.

### Kézilabda
A Budućnost Podgorica női kézilabda csapat az EHF-bajnokok ligája 2011-2012-es kiírásában a döntőben idegenben lőtt több góllal felülmúlta a Győri Audi ETO KC együttesét, így története során először megszerezte a BL trófeát. A női kézilabdacsapat 2012-ben Norvégiát legyőzve Eb-győztes lett.

## Ünnepek
Főbb ünnepek:
| Dátum    | Név                  | Megjegyzés |
| -------- | -------------------- | --- |
| Jan. 1.  | Újév                 | |
| Jan. 6.  | ortodox karácsony    | Karácsony (december 24.) a Julianus-naptár szerint |
| Jan. 7.  | ortodox karácsony    | Karácsony (december 25.) a Julianus-naptár szerint |
| Jan. 14. | ortodox újév         | Újév a Julianus-naptár szerint |
| változó  | ortodox nagypéntek   | |
| változó  | ortodox húsvét       | |
| változó  | ortodox húsvéthétfő  | |
| Máj. 1.  | A munka ünnepe       | |
| Máj. 9.  | Győzelem napja       | A második világháború vége Európában |
| Máj. 21. | A függetlenség napja | 2006-os függetlenségi népszavazás napja |
| Júl. 13. | Nemzeti ünnep        | A nemzeti ünnepet július 13-án ünneplik a montenegróiak, arra az 1878-as eseményre utalva, amikor Montenegrót a világ 27. független országának nyilvánították, továbbá az 1941. július 13-i népi felkelésre a tengelyhatalmak ellen. |

## Fordítás
- Ez a szócikk részben vagy egészben  a   Montenegro című angol Wikipédia-szócikk ezen változatának fordításán alapul.  Az eredeti cikk szerkesztőit annak laptörténete sorolja fel. Ez a jelzés csupán a megfogalmazás eredetét és a szerzői jogokat jelzi, nem szolgál a cikkben szereplő információk forrásmegjelöléseként.